# Viktor von Bahr
Viktor von Bahr, född 4 maj 1903 i Uppsala, död 27 juni 1999, var en svensk läkare.
Viktor von Bahr blev med.lic. 1929 och arbetade som läkare 1931–1945, var biträdande överläkare vid kirurgiska avdelningen vid Danderyds lasarett 1946–1955, överläkare och styresman för Löwenströmska lasarettet 1955–1965, överläkare vid kirurgiska kliniken vid Södertälje lasarett 1965–1970. Han arbetade vid Moravian Church Hospital i Sikonge i Tanzania 1970–1973, 1975–1976 och 1977–1978.
Han blev medicine hedersdoktor vid Karolinska institutet 1988. 
Han tillhörde adliga ätten von Bahr och var far till Stig von Bahr.